# Kanton Damazan
Damazan is een voormalig kanton van het Franse departement Lot-et-Garonne. Het kanton maakte deel uit van het arrondissement Nérac. Het werd opgeheven bij decreet van 26 februari 2014, met uitwerking op 22 maart 2015.

## Gemeenten
Het kanton Damazan omvatte de volgende gemeenten:
- Ambrus
- Buzet-sur-Baïse
- Caubeyres
- Damazan (hoofdplaats)
- Fargues-sur-Ourbise
- Monheurt
- Puch-d'Agenais
- Razimet
- Saint-Léger
- Saint-Léon
- Saint-Pierre-de-Buzet